# 宮下創平
宮下 創平（みやした そうへい、1927年〈昭和2年〉11月10日 - 2013年〈平成25年〉10月7日）は、日本の政治家、大蔵官僚。位階は正三位。
厚生大臣（第81代）、環境庁長官（第31代）、防衛庁長官（第51代）、衆議院議員（8期）を歴任した。
長男は第68代農林水産大臣の宮下一郎。

## 概説

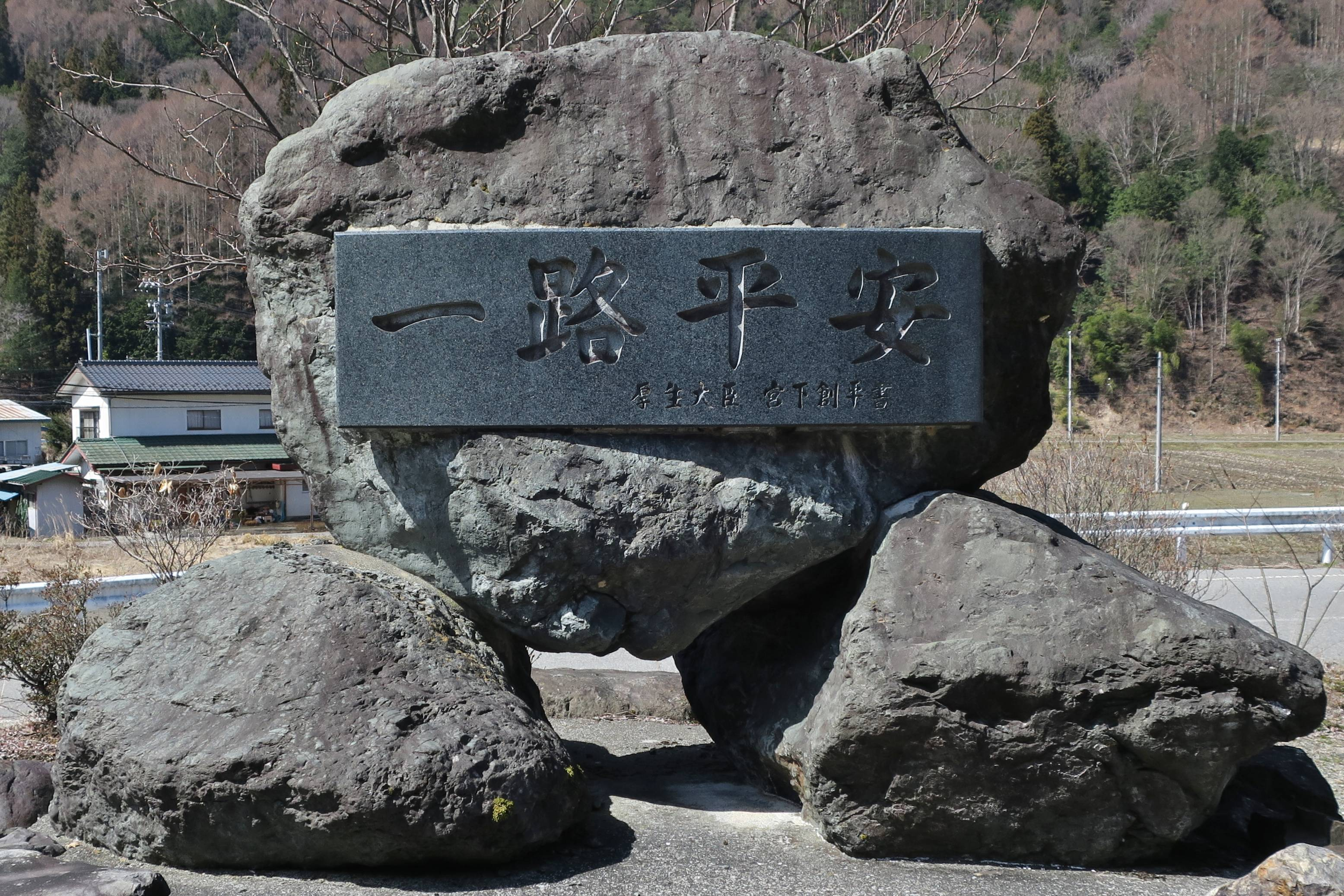
宮下が揮毫した国道152号・市野瀬バイパス開通記念碑「一路平安」の書（長野県伊那市）

長野県上伊那郡伊那里村（現伊那市長谷市野瀬）の農家に生まれる。旧制伊那中学（現伊那北高等学校）から陸軍幼年学校を経て陸軍士官学校に進むが、第二次世界大戦敗戦により旧制松本高等学校に入学。1953年に東京大学法学部（東洋政治思想史：丸山ゼミ）を卒業し、大蔵省に入省する。入省同期に、吉野良彦（元大蔵次官、主計局長）、津島雄二、水野繁（元国税庁長官）、大場智満（元財務官）、宮本保孝（元理財局長、銀行局長）らがいる。大蔵省では主計局総務課を皮切りに名古屋国税局調査査察部国税調査官、銚子税務署長、保利茂内閣官房長官秘書官、主計局主計官（法規課）、主計局主計官（防衛担当）、主計局主計官（農林担当）などを歴任。1976年6月18日に主計局総務課長。1977年6月17日に東京税関長。1978年6月17日に大臣官房審議官（大臣官房担当）兼財務研修所長。1979年2月に退官。
同年、第35回衆議院議員総選挙に旧長野県第3区から無所属で出馬。苦戦が予想されたものの、下馬評を覆して約6万票を獲得し、初当選を果たした（当選同期に佐藤信二・保利耕輔・畑英次郎・麻生太郎・小里貞利・岸田文武・白川勝彦・丹羽雄哉・亀井静香・吹田愰・亀井善之・船田元らがいる）。以後8期連続当選。初当選後、自由民主党の追加公認を受け、大蔵省出身の福田赳夫が率いる紀尾井会（福田派）に入会。早くから政策通で知られ、自民党では当選3回で政務次官、当選4回で部会長を務めるのが慣例であったが、宮下は当選3回で国防部会長、財政部会長を務め、政務次官を経験しないまま、後には閣僚を務めている。1989年に三塚博政務調査会長の下で政調副会長に就任し、三塚政調会長の下での仕事ぶりが評価されて、1991年に宮澤内閣で防衛庁長官に任命された。防衛庁長官在任中はPKO協力法の成立に尽力する。
1994年、村山内閣の桜井新環境庁長官が第二次世界大戦における日本による侵略を否定する主旨の発言を行い辞任に追い込まれたため、後任の環境庁長官に任命された。1996年の第41回衆議院議員総選挙では、小選挙区比例代表並立制の導入に伴い新設された長野県第5区から出馬。新進党公認で出馬した元科学技術庁長官の中島衛を破り、7選。1998年、小渕内閣で厚生大臣に任命され、小渕第1次改造内閣まで務める。
1998年、同年の自由民主党総裁選挙に端を発した三塚派内の森喜朗と自身の当選同期である亀井静香の対立においては森を支持し、森の強い推挙により三塚派事務総長に就任。亀井らは森の発言力の増大に反発し、同年9月に三塚派を離脱した（同年12月、森は三塚から派閥を継承）。2003年の第43回衆議院議員総選挙には出馬せず、政界を引退。地盤は長男の宮下一郎が引き継いだ。引退後は公益財団法人千鳥ケ淵戦没者墓苑奉仕会の会長を務めていた。
2013年10月7日、東京都内の病院で死去。85歳没。同年、正三位を遺贈された。